# Massingy-lès-Semur
Massingy-lès-Semur – miejscowość i gmina we Francji, w regionie Burgundia-Franche-Comté, w departamencie Côte-d’Or.
Według danych na rok 1990 gminę zamieszkiwało 120 osób, a gęstość zaludnienia wynosiła 14 osób/km² (wśród 2044 gmin Burgundii Massingy-lès-Semur plasuje się na 790. miejscu pod względem liczby ludności, natomiast pod względem powierzchni na miejscu 1011.).